# Mortadel et Filémon (film)
Pour les articles homonymes, voir Mortadel et Filémon (homonymie).
Pour plus de détails, voir Fiche technique et Distribution.
Mortadel et Filémon (La gran aventura de Mortadelo y Filemón) est un film espagnol réalisé par Javier Fesser, sorti en 2003.
Le projet est né lorsqu'en 2000, le réalisateur du film a fait un rêve dans lequel apparaissaient les deux personnages. À partir de ce moment, lui et son frère Guillermo Fesser ont élaboré un scénario dans l'intention de conserver l'esprit original de la bande dessinée. Après avoir donné son feu vert, l'auteur de l'œuvre entame le processus de production qui dure deux ans, dans lequel se distinguent les effets visuels, qui lui ont valu cinq des six prix Goya pour lesquels il est nommé. Les rôles des deux agents de la T.I.A. sont interprétés par Benito Pocino, un acteur non professionnel qui travaille comme facteur, mais qui a été découvert par Fesser grâce à un maquilleur qui lui a montré une photo de lui ; et Pepe Viyuela, qui a essayé d'obtenir le rôle de l'autre agent, mais qui, ne l'ayant pas obtenu, a décidé d'interpréter Filemón, pour lequel il y a eu moins d'auditions. Les autres acteurs du film étaient Janusz Ziemniak, dans le rôle de Nadiusko, Paco Sagarzazu, dans le rôle du tyran, María Isbert, dans le rôle de la mère de Filemón, Mariano Venancio, dans le rôle d'El Súper, Janfri Topera, dans le rôle du professeur Bacterio, Emilio Gavira, dans le rôle de Rompetechos, et Berta Ojea, dans le rôle de Mademoiselle Ofelia.

## Synopsis

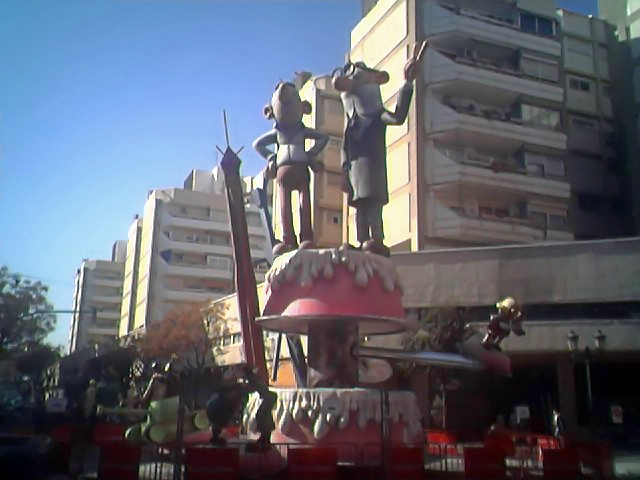
Mortadel (droite) et Filémon (gauche).

## Fiche technique
- Titre original : La gran aventura de Mortadelo y Filemón
- Titre français : Mortadel et Filemon
- Réalisation : Javier Fesser
- Scénario : Javier Fesser, Guillermo Fesser (d'après la bande dessinée Mortadel et Filémon de Francisco Ibáñez)
- Photographie : Xavi Giménez
- Musique : Rafael Arnau, Mario Gosálvez
- Pays d'origine : Espagne
- Genre : Comédie
- Date de sortie : 2003

## Distribution
- Benito Pocino (VF : Laurent Morteau) : Mortadel
- Pepe Viyuela (VF : Patrice Dozier) : Filémon
- Dominique Pinon : Fredy Mazas
- Paco Sagarzazu : Tirano
- Mariano Venancio : El Súper
- Janfri Topera (VF : Patrick Préjean) : Profesor Bacterio
- Berta Ojea : Ofelia
- María Isbert : Sra. Filemón
- Emilio Gavira : Rompetechos
- Germán Montaner (VF : Philippe Ariotti) : Klaus
- Janusz Ziemniak : Nadiusko
- Paco Hidalgo : Verdugo
- Javier Fesser : Periódicos (voix)
- Carlos Latre : Mortadel (voix) (non crédité)

 Source et légende : version française (VF) sur RS Doublage

## Accueil
Bien que de nombreux fans aient critiqué le film, Francisco Ibáñez l'a jugé positivement, alors qu'il avait déjà critiqué l'adaptation télévisée d'un autre de ses personnages, le groom (El botones Sacarino), et les courts métrages d'animation Mortadelo. De plus, il ne se souciait pas du résultat du film, l'important étant que le concept des personnages ait été porté au grand écran :

« Après les adaptations en dessins animés, deux à la télévision et une au cinéma, je me suis dit que si j'acceptais de réaliser ce projet, ce serait la dernière fois. Après avoir dit oui, j'étais nerveux jusqu'à ce que je voie le résultat final. Lorsque j'ai pu les voir à l'écran, j'ai été très heureux. »

Federico Marín Bellón, du journal ABC, lui attribue une note de deux étoiles sur cinq, le qualifiant d'intéressant et approuvant la qualité de ses effets visuels, le processus de casting et la difficulté de porter ces personnages au grand écran, bien qu'il ait mentionné qu'il souffrait d'un scénario plutôt désordonné. Jordi Costa, de Fotogramas, lui attribue cinq étoiles sur cinq, le qualifiant d'essentiel et affirmant que « [le film]... est à l'univers imaginaire d'Ibáñez ce que le fellinien Toby Dammit était à l'univers de Poe en son temps : une somme subjective, sa propre réinterprétation, mais extrêmement attentive aux détails, très fidèle à l'esprit. La présence (brève, posthume, mais écrasante) de Luis Ciges constitue un autre lien : le film est le modèle de mutation que l'école de Barcelone aurait pu générer si elle avait découvert le pouvoir et l'éloquence de la plaisanterie. »

## Distinctions
| Prix                                | Catégorie                                             | Acteur(s) concerné(s)                               | Résultat   |
| ----------------------------------- | ----------------------------------------------------- | --------------------------------------------------- | ---------- |
| Prix Goya 2003                      | Meilleure réalisation artistique                      | César Macarrón                                      | Lauréat,   |
| Prix Goya 2003                      | Meilleure production artistique                       | Luis Manso Marina Ortiz                             | Lauréat,   |
| Prix Goya 2003                      | Meilleurs effets spéciaux                             | Raúl Romanillo Félix Bergés Pau Costa Julio Navarro | Lauréat,   |
| Prix Goya 2003                      | Meilleur montage                                      | Iván Aledo                                          | Lauréat,   |
| Prix Goya 2003                      | Meilleure création de costumes                        | Tatiana Hernández                                   | Nomination |
| Prix Goya 2003                      | Meilleur maquillage et habillage capillaire           | José Antonio Sánche Paquita Muñoz                   | Lauréat,   |
| Premios de la Unión de Actores 2003 | Meilleure actrice dans un second rôle pour les femmes | Berta Ojea                                          | Nomination |
| Prix Godoy 2003                     | Meilleure actrice dans un second rôle                 | Berta Ojea                                          | Nomination |
| Premios Turia                       | Prix Huevo de Colón                                   | Benito Pocino                                       | Lauréat    |
| Premios expocine 2004               | Film qui a rapporté le plus d'argent en 2003          | Film qui a rapporté le plus d'argent en 2003        | Lauréat    |